# Auritz
Auritz (hiszp.: Burguete) – gmina w Hiszpanii, w Nawarze, o powierzchni 19,19 km². W 2011 roku gmina liczyła 272 mieszkańców.